# Battaglia di Lillo
La battaglia di Lillo (o battaglia di Fort Lillo), fu uno scontro navale combattuto presso la fortezza di Fort Lillo (attuali Paesi Bassi) il 30 maggio 1574, nell'ambito della guerra degli ottant'anni.
La flotta olandese al comando di Lodewijk van Boisot sconfisse la controparte spagnola che si trovava all'ancora tra la fortezza di Fort Lillo ed il porto di Liefkenshoek, non lontano da Anversa. Gli spagnoli persero dieci navi nello scontro che vennero catturate dalla flotta avversaria.